# U.S. Men's Clay Court Championships 2015

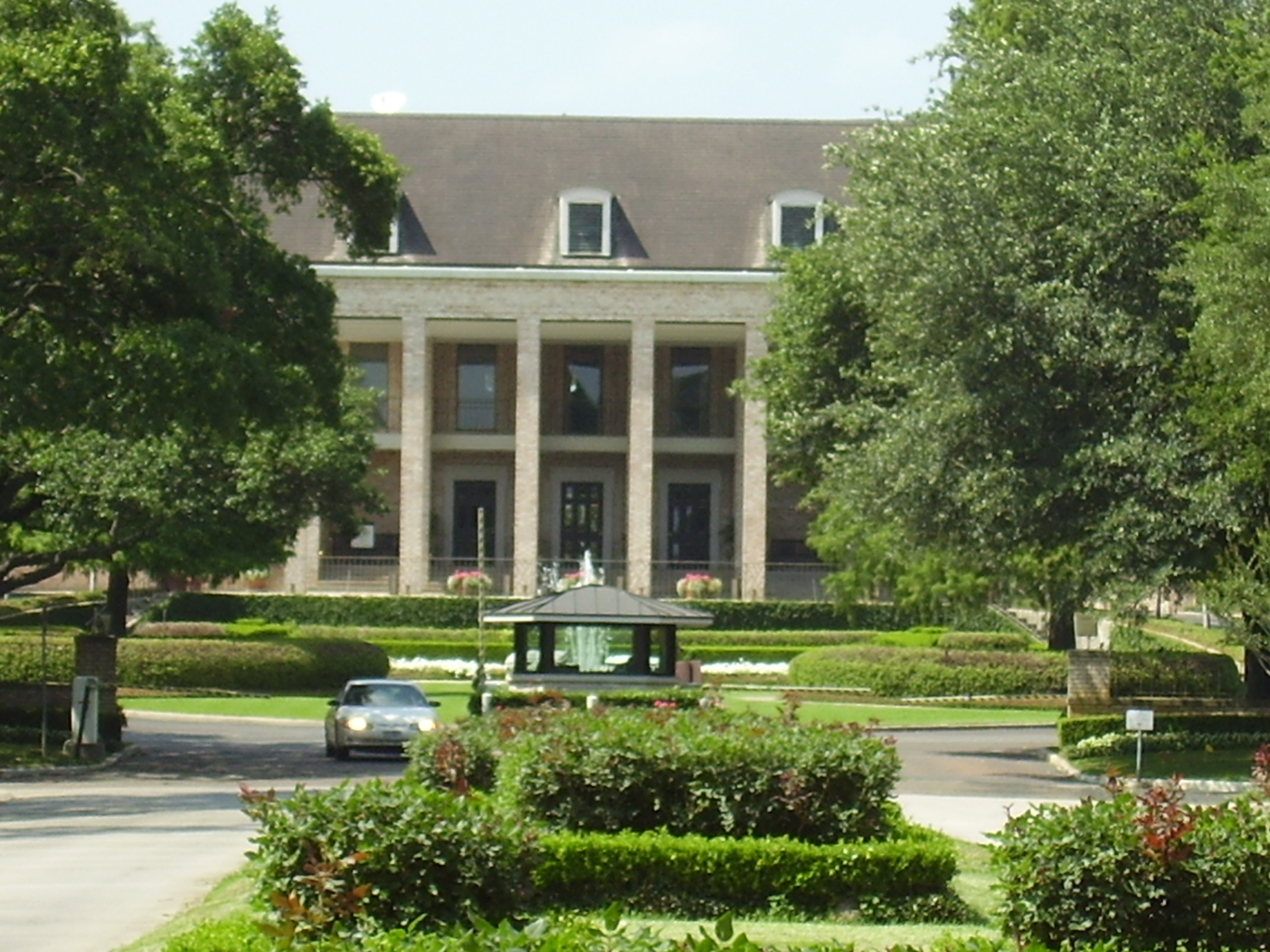
Sede del torneo

Lo U.S. Men's Clay Court Championships 2015, anche conosciuto come Fayez Sarofim & Co. U.S. Men's Clay Court Championships per motivi di sponsorizzazione, è stato un torneo di tennis giocato sulla terra rossa. È stata la 105ª edizione dello U.S. Men's Clay Court Championships, che faceva parte della categoria ATP World Tour 250 series nell'ambito dell'ATP World Tour 2015. Si è giocato presso il River Oaks Country Club di Houston negli USA, dal 6 al 12 aprile 2015.

## Partecipanti

### Teste di serie
| Nazionalità | Giocatore             | Ranking | Testa di serie* |
| ----------- | --------------------- | ------- | --------------- |
| Spagna      | Feliciano López       | 12      | 1               |
| Spagna      | Roberto Bautista Agut | 15      | 2               |
| Sudafrica   | Kevin Anderson        | 17      | 3               |
| Stati Uniti | John Isner            | 24      | 4               |
| Colombia    | Santiago Giraldo      | 31      | 5               |
| Spagna      | Fernando Verdasco     | 34      | 6               |
| Francia     | Jérémy Chardy         | 38      | 7               |
| Stati Uniti | Sam Querrey           | 42      | 8               |

* Ranking del 23 marzo 2015.

### Altri partecipanti
I seguenti giocatori hanno ricevuto una wild-card per il tabellone principale:
- Lleyton Hewitt
- Feliciano López
- Janko Tipsarević

I seguenti giocatori sono entrati nel tabellone principale passando dalle qualificazioni:

- Facundo Argüello
- Chung Hyeon
- Guilherme Clezar
- Rogério Dutra da Silva

## Campioni

### Singolare maschile
Jack Sock ha sconfitto in finale  Sam Querrey per 7–6(9), 7–6(2).
- È il primo titolo in carriera per Sock.

### Doppio maschile
Ričardas Berankis /  Tejmuraz Gabašvili hanno sconfitto in finale  Treat Conrad Huey /  Scott Lipsky per 6–4, 6–4.